# Sukajadi (Dumai Timur)
Sukajadi is een bestuurslaag in het regentschap Dumai van de provincie Riau, Indonesië. Sukajadi telt 9587 inwoners (volkstelling 2010).